# ビューローベリタス
ビューローベリタス（フランス語: Bureau Veritas S.A.）は、フランス・パリ近郊のヌイイ＝シュル＝セーヌに本拠を置き、試験、検査および認証を行う企業。認証企業として、SGSと共に世界有数の規模を持つ。世界各地域に1400以上の事務所・試験所を持ち、各産業分野における検査や試験、公的機関により定められた規格の認証などを行っている。ユーロネクスト・パリ上場企業（Euronext: BVI ）。日本法人はビューローベリタスジャパン株式会社。

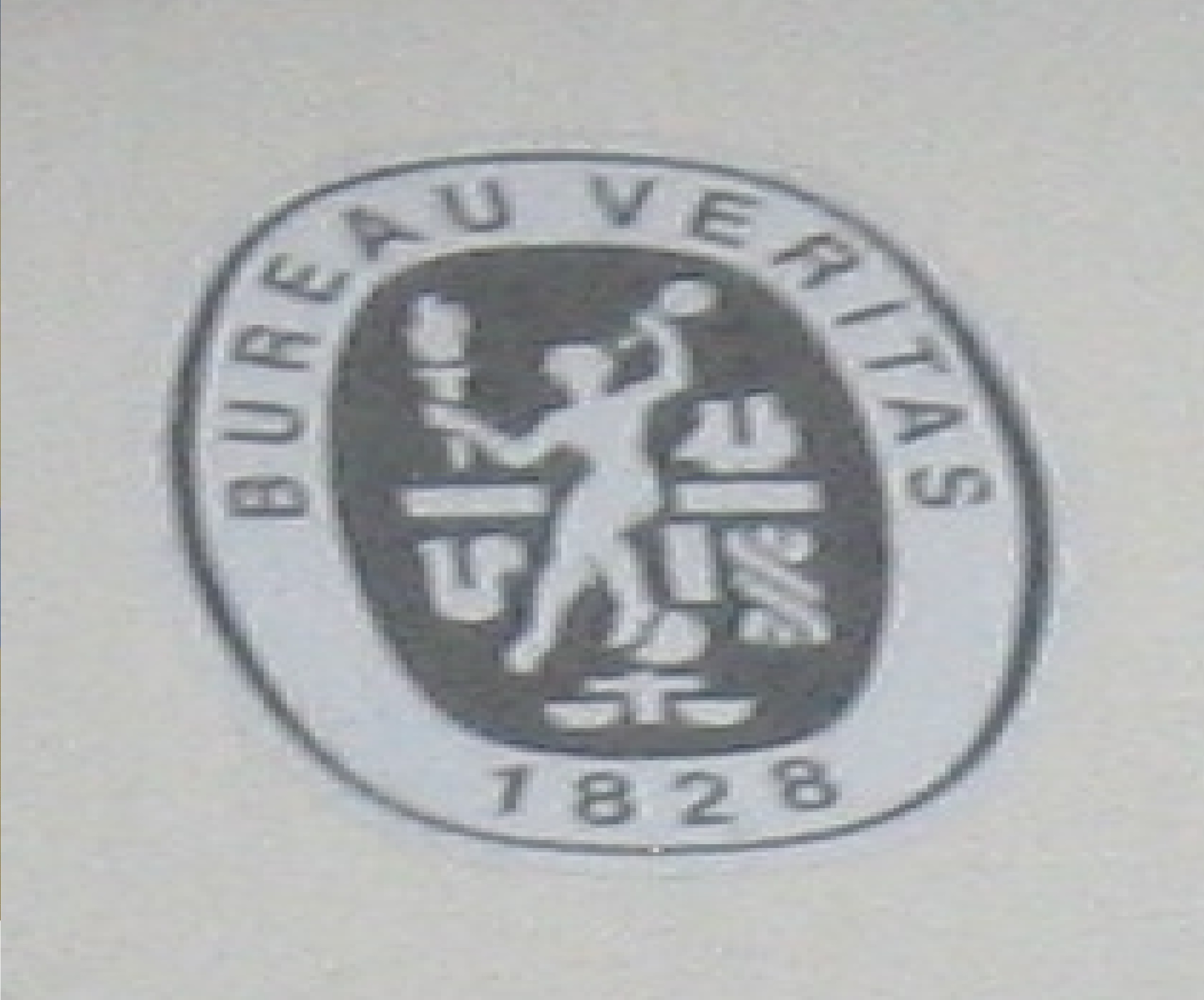
【検査機関証表示】
国際輸送される海上コンテナに貼られた、設立年の『1828年』表記入りのビューローベリタス社のマーク。
このコンテナが製作され完成した時点で、専門の検査機関であるビューローベリタス社がISO 規格に問題なく適合している旨を記した表記の一例。

## 沿革
ビューローベリタスはフランスの船級協会としての歴史を持ち、現在も船舶や関連設備の評価・認証が主要事業の一つとなっている。1821年冬にヨーロッパを襲った大嵐が多くの被害を出し、対処できずに倒産する保険機関が続出していた中の1828年6月、オランダ立憲王国統治下のアントウェルペンで、海上保険業者のAlexandre DelehayeとLouis van den Broek、保険ブローカーのAuguste Morelの3人により、船級協会としての役割を果たすセンターとして設立された。翌年、現社名への改称と社紋の制定が行われ、1830年にパリに支店を開設後、1833年に本部をパリへ移転した。ジュール・ヴェルヌの『海底二万里』『神秘の島』等で言及されるなど、間もなくヨーロッパ中に知られる船級協会となり、20世紀初頭にはアメリカ合衆国や世界の主要港に拠点を拡大した。
工業化の進展に伴い1910年代から、鉄道関連など工業製品の試験事業に着手し、第一次世界大戦後には対象を航空関連や自動車へと拡大、またパリ郊外に研究所を新設し、化工品の分析や建築材料の試験を開始した。21世紀までにビューローベリタスのサービス対象は一般消費財へと拡大した。2007年10月、パリ証券取引所の上場企業となった。
1995年にフランスの投資会社ウェンデル（Wendel S.A.）が株式の19％を購入して以降、同社がビューローベリタスの大株主となっており、現在は株式の約4割、議決権ベースで過半数を保有している。ウェンデルの支持のもと、伝統的な船級・オフショア部門からコモディティ部門に至るまで、欧米を中心に同業他社を続々と買収する積極策を展開、2003年から2007年までにBerryman & Henigarをはじめアメリカの同業他社7社を買収、2010年6月、イギリスのスリーアイ・グループの系列企業であったInspectorateを買収、2012年2月、カナダのAcmeLabsを買収、同年5月、アメリカ・ヒューストンを拠点とするTH Hillを買収、2013年1月、ドイツの7Layersを買収、2014年2月、カナダのMaxxamを買収、同年9月、イギリスのMatthewsDanielを買収、2017年1月、アメリカのシリコンバレーを拠点とするSIEMICを買収した。

## 日本法人
日本におけるビューローベリタスは、1953年、横浜市と神戸市に同社のフランス船級協会検査員事務所が設けられたことに始まる。この流れを汲むビューローベリタス日本支社が船級部門や政府指定検査・国際貿易検査を担当する一方、建築認証部門の「ビューローベリタスジャパン株式会社」とシステム認証部門（ISO認証）の「ビーブイキューアイジャパン株式会社」が別個に設立されていたが、2014年、ビューローベリタスジャパン株式会社に全事業が一本化された。日本法人本社は横浜（山下町）にあり、北海道から九州に至る各地に事業所を持つ。
日本における不祥事
- 2020年2月14日 - 国土交通省は確認検査員の不備によって必要な防火区画がない建築計画に確認済証を交付したことなどを理由に1ヶ月の業務停止処分を下した。[15]